# Вінченцо Далл'Оссо
Вінченцо Далл'Оссо (італ. Vincenzo Dall'Osso; 22 лютого 1929 — 11 вересня 2015) — італійський боксер легшої ваги.

## Життєпис
Народився в місті Імола, у регіоні Емілія-Романья, метрополійне місто Болонья.
За час своєї аматорської боксерської кар'єри, з 1946 по 1958 роки, провів 170 боїв. Двічі, у 1951 та 1952 роках, ставав чемпіоном Італії з боксу.
На чемпіонаті Європи з боксу 1951 року в Мілані (Італія) дістався фіналу змагань, де за очками переміг майбутнього чемпіона Європи серед професіоналів ірландця Джона Келлі.
На літніх Олімпійських іграх 1952 року у Гельсінкі (Фінляндія) брав участь у змаганнях боксерів легшої ваги. У першому колі переміг за очками єгиптянина Ібрагіма Абдраббу, а у чвертьфіналі за очками поступився ірландцеві Джону Макнеллі.
Після виходу на пенсію присвятив своє життя винаходам і патентам. Також він є автором понад 50 книг, серед яких праці з історії боксу в місті Імола, опис генеалогічного дерева Далл'Оссо, що охоплює понад 400 років з 1600 року.
Мешкав у рідному місті, де й помер.

## Вшанування
Журнал «Boxe Ring» італійської боксерської федерації (італ. F.P.I.) включив Вінченцо Далл'Оссо до числа найкращих італійських боксерів-аматорів легшої ваги усіх часів.